# Élection présidentielle gabonaise de 2016
L'élection présidentielle gabonaise de 2016 se tient le 27 août 2016 afin d'élire le président de la République gabonaise.
Le président sortant Ali Bongo est réélu de manière controversée et non reconnue par l'opposition, ce qui mène à une crise post électorale.

## Contexte
Le président sortant Ali Bongo, du Parti démocratique gabonais, a été élu en 2009, succédant ainsi à son père Omar Bongo, président de la République de 1967 à sa mort.

## Mode de scrutin
Le président de la République gabonaise est élu au scrutin uninominal majoritaire à un tour pour un mandat de sept ans. Les Gabonais résidant à l'étranger peuvent y participer.
Les 627 805 électeurs sont appelés à voter dans environ 2 500 bureaux de vote.

## Candidats
Jean Ping est choisi comme candidat par le Front uni de l'opposition pour l'alternance le 15 janvier 2016. Plusieurs personnalités de cette coalition dénoncent néanmoins les conditions de sa désignation.
Le 29 février 2016, Ali Bongo annonce être candidat à sa succession.
Le 5 avril 2016, Guy Nzouba-Ndama, président de l'Assemblée nationale jusqu'à la semaine précédente, annonce sa candidature dissidente du parti au pouvoir.
Casimir Oyé Mba, ancien Premier ministre, est également candidat, soutenu par l'Union nationale (UN).
Paul Mba Abessole (RPG, majorité), après avoir été investi par son parti le 25 juin 2016, a entériné sa candidature auprès de la Commission électorale nationale autonome et permanente (Cenap) le 12 juillet 2016,.
Le 15 juillet 2016, la Cenap valide finalement quatorze candidatures sur dix-neuf. Treize des quatorze candidatures font consensus, alors qu'une d'entre-elles n'est validée qu'à cinq voix contre trois : Ali Bongo. Paul Marie Gondjout, un des trois membres de la commission opposés à cette candidature, justifie son vote : il ne  considère pas Ali Bongo comme éligible car il ne serait pas né gabonais.
La lutte autour de la véracité des actes de naissance d'Ali Bongo a occupé une place prépondérante durant toute la campagne électorale. L'opposition qualifie cette candidature de « fraude évidente », et organise alors en juillet des manifestations, violemment réprimées au cours desquelles un journaliste de l'AFP est passé à tabac par les forces de l'ordre,.
Le 15 juillet 2016, la Cenap établit la liste officielle des quatorze candidats à l'élection, : 
1. Roland Désiré Aba'a Minko
2. Pierre Claver Maganga Moussavou
3. Jean Ping
4. Guy Nzouba-Ndama
5. Ali Bongo Odimba
6. Léon Paul Ngoulakia
7. Raymond Ndong Sima
8. Casimir Oyé Mba
9. Dieudonné Minlama Mintogo
10. Bruno Ben Moubamba
11. Augustin Moussavou King
12. Abel Mbombe Nzondou
13. Gérard Elaa Nguema
14. Paul Mba Abessole

Deux candidats considérés comme des leaders de l'opposition, Guy Ndama Nzouba et Casimir Oyé Mba, se retirent en faveur de Jean Ping le 17 août, le désignant comme le « candidat unique de l'opposition ». Le 20 août 2016, Léon-Paul Ngoulakia, cousin du président et ancien chef des services de renseignement, se désiste à son tour en faveur de Jean Ping suivi le 25 août par Roland Désiré Aba'a, ce qui porte le nombre de candidats à 10.

## Résultats
| Candidats                | Candidats                       | Partis                   | Voix    | %     |
| ------------------------ | ------------------------------- | ------------------------ | ------- | ----- |
|                          | Ali Bongo                       | PDG                      | 177 722 | 49,80 |
|                          | Jean Ping                       | FUOPA                    | 172 128 | 48,23 |
|                          | Bruno Ben Moubamba              | UPG                      | 1 896   | 0,53  |
|                          | Raymond Ndong Sima              | Indépendant              | 1 510   | 0,42  |
|                          | Pierre Claver Maganga Moussavou | PSD                      | 1 130   | 0,32  |
|                          | Paul Mba Abessole               | RPG                      | 761     | 0,21  |
|                          | Gérard Ella Nguema              | UN                       | 583     | 0,16  |
|                          | Augustin Moussavou King         | PSG                      | 553     | 0,15  |
|                          | Dieudonné Minlama Mintogo       | CNI                      | 393     | 0,11  |
|                          | Abel Mbombe Nzoudou             | Indépendant              | 214     | 0,06  |
|                          |                                 |                          |         |       |
| Votes valides            | Votes valides                   | Votes valides            | 357 070 | 95,65 |
| Votes blancs et nuls     | Votes blancs et nuls            | Votes blancs et nuls     | 16 240  | 4,35  |
| Total                    | Total                           | Total                    | 373 310 | 100   |
| Abstention               | Abstention                      | Abstention               | 254 495 | 40,54 |
| Inscrits / participation | Inscrits / participation        | Inscrits / participation | 627 805 | 59,46 |

### Par province
| Province               | Inscrits | Électeurs | Électeurs | Bulletins | Bulletins | Bulletins | Ali Bongo Odimba | Ali Bongo Odimba | Jean Ping | Jean Ping | Autres candidats | Autres candidats |
| Province               | Inscrits | Voix      | %         | Nuls      | %         | Exprimés  | Voix             | %                | Voix      | %         | Voix             | %                |
| ---------------------- | -------- | --------- | --------- | --------- | --------- | --------- | ---------------- | ---------------- | --------- | --------- | ---------------- | ---------------- |
| Estuaire               | 261 643  | 123 884   | 47,35     | 5 834     | 4,71      | 118 050   | 44 064           | 37,33            | 71 868    | 60,88     | 2 118            | 1,79             |
| Haut-Ogooué            | 71 714   | 71 667    | 99,93     | 367       | 0,51      | 71 300    | 68 064           | 95,46            | 3 071     | 4,31      | 165              | 0,23             |
| Moyen-Ogooué           | 28 813   | 16 493    | 57,24     | 1 125     | 6,82      | 15 368    | 4 689            | 30,51            | 10 247    | 66,68     | 432              | 2,81             |
| Ngounié                | 57 949   | 36 311    | 62,66     | 2 368     | 6,52      | 33 943    | 14 173           | 41,76            | 18 248    | 53,76     | 1 522            | 4,48             |
| Nyanga                 | 25 195   | 14 926    | 59,24     | 1 006     | 6,74      | 13 920    | 6 135            | 44,07            | 7 250     | 52,08     | 535              | 3,84             |
| Ogooué-Ivindo          | 29 997   | 19 681    | 65,61     | 1 289     | 6,55      | 18 392    | 12 131           | 65,96            | 5 977     | 32,5      | 284              | 1,54             |
| Ogooué-Lolo            | 28 048   | 19 779    | 70,52     | 1 540     | 7,79      | 18 239    | 9 713            | 53,25            | 8 143     | 44,65     | 383              | 2,1              |
| Ogooué-Maritime        | 62 146   | 28 218    | 45,41     | 1 316     | 4,66      | 26 902    | 7 983            | 29,67            | 18 363    | 68,26     | 556              | 2,07             |
| Woleu-Ntem             | 54 662   | 36 924    | 67,55     | 1 377     | 3,73      | 35 547    | 8 818            | 24,81            | 25 914    | 72,9      | 815              | 2,29             |
| Gabonais de l’étranger | 7 638    | 5 427     | 71,05     | 205       | 3,78      | 5 222     | 1 952            | 37,38            | 3 047     | 58,35     | 223              | 4,27             |

## Analyse et conséquences
Les résultats, d'abord annoncés pour le mardi 30, sont proclamés le mercredi 31 au soir. La commission électorale annonce que Ali Bongo remporte le scrutin à cinq mille voix près. L'opposition dénonce immédiatement ces résultats,.
Une province, en particulier, retient l'attention : le Haut-Ogooué, où presque tous les inscrits (99,9 %) auraient voté (contre 59,5 % au niveau national), et où Ali Bongo aurait reçu 95 % des voix,. 
Le 24 septembre 2016, Ali Bongo est proclamé vainqueur par la Cour constitutionnelle avec 50,66 % des voix, suivi de Jean Ping avec 47,24 % des suffrages.

### Violences post-électorales
Après l'annonce des résultats, des manifestants descendent dans les rues le 31 août, et l'Assemblée nationale prend feu, à Libreville. La garde républicaine disperse alors les manifestants avec des tirs à balles réelles. Au moins 1 000 personnes sont arrêtées, militants de Jean Ping, pilleurs ou simples citoyens. Le QG de Jean Ping est pris d'assaut à l'arme lourde à 1h du matin par les forces de sécurité, la garde présidentielle et la police. On compte au moins 27 morts et des dizaines de disparus. En violation du droit international, les connexions internet sont coupés totalement dans un premier temps puis partiellement rétablies cinq jours plus tard, avec accès interdit aux réseaux sociaux pendant plusieurs semaines.

## Réactions internationales
Le dimanche de l'élection, le Parti socialiste, au pouvoir en France, déclare dans un communiqué : « Voilà plus d’un demi-siècle que la famille Bongo gouverne le Gabon. Une alternance serait signe de bonne santé démocratique et un exemple ».
Après l'annonce des résultats par province, le gouvernement français demande la publication des résultats par bureau de vote. De même, les États-Unis demandent une publication détaillée des résultats. De son côté, l'Union européenne dénonce un manque de transparence de ces élections.
Le 2 octobre, le JDD révèle qu'Ali Bongo a fait espionner les observateurs européens. Par ailleurs, l'un des émissaires a dû être exfiltré à la suite de menaces de mort.
Le 2 février 2017, le Parlement européen adopte une résolution condamnant le déroulement des élections et les abus des droits de l'homme qui s'ensuivirent. La résolution, s'appuyant sur les résultats de la mission d'observation électorale européenne, juge que les résultats de la présidentielle sont « extrêmement douteux » et remettent en cause la légitimité d'Ali Bongo,.

## Analyses
Les analyses soulignent fréquemment la proximité des deux principaux protagonistes, hommes « issus du même sérail » qui ont « évolué ensemble dans le même moule politique », dans un pays où de toute façon l'opposition est « historiquement faible, mal organisée, et souvent prête à pactiser avec le pouvoir ». Jean Ping a été directeur de cabinet puis plusieurs fois ministre d'Omar Bongo, le père du candidat sortant, et aussi le compagnon de sa sœur, Pascaline Bongo, avec laquelle il a eu deux enfants. Aux yeux de l'opinion, ni Ali Bongo ni lui ne peuvent apparaitre comme des hommes neufs et exempts de responsabilité dans la gestion passée du pays. Casimir Oyé Mba et Guy Nzouba-Ndama, tardivement ralliés à Jean Ping, sont perçus comme « des politiciens du sérail et des technocrates sans véritable assise populaire ». Toutefois, à la suite de plusieurs voyages de pré-campagne à l'intérieur du pays et dans les régions les plus reculées du pays, Jean Ping a su regagner la confiance des Gabonais. Depuis l'attaque du QG de Jean Ping le 31 août 2016, au côté des Gabonais, il s'engage encore à consacrer toute son action au rétablissement de la vérité des urnes.

Pour Jocksy Ondo-Louemba, la victoire d'Ali Bongo est purement frauduleuse,,. Jocksy Ondo-Louemba révèle l'incohérence entre le nombre d'inscrits et le nombre de votants dans la province du Haut Ogooué. Il souligne également l'incohérence des chiffres annoncés par le Ministère de l’intérieur du Gabon et démontre que le Ministère de l'intérieur du Gabon a rajouté 2.901 votants contrairement à ses prérogatives : 

« Dans les documents ci-dessous on voit bien que dans le procès-verbal de centralisation des résultats, il y a 68.766 votants tandis que dans ceux annoncés par le ministère de l’intérieur du Gabon, ils sont 71.667.  Soit un ajout par le Ministère de l’Intérieur de 2.901 « votants ». Miracle ? Non, fraude. »

Quant à Ali Bongo, toujours en mal de légitimité auprès du peuple gabonais, et à la suite de la remise en cause du scrutin par l'opposition et les institutions internationales, il a cherché à contrôler la situation en appelant au dialogue national d'Angondjé. La Coalition pour la nouvelle république a refusé d'y participer, voulant rompre avec le processus du dialogue prôné au nom d'une « démocratie apaisée » mais non respectueux du peuple gabonais souverain.